# Grażyna Lasoń-Kochańska
Grażyna Lasoń-Kochańska (ur. 3 listopada 1959 we Wrocławiu) – polska filolog polska, bibliotekoznawczyni, specjalizująca się w literaturze dla dzieci oraz literaturze popularnej; nauczycielka akademicka związana z Akademią Pomorską w Słupsku; feministka.

## Życiorys
Urodziła się w 1959 roku we Wrocławiu, w którym spędziła dzieciństwo i wczesną młodość. Po ukończeniu kolejno szkoły podstawowej i średniej w 1978 roku, podjęła studia dzienne na kierunku filologia polska na Uniwersytecie Wrocławskim, które zakończyła w 1983 roku zdobyciem tytułu zawodowego magistra. W 2000 roku uzyskała stopień naukowy doktora nauk humanistycznych w zakresie bibliologii o specjalności literaturoznawstwo na Wydziale Historycznym Uniwersytetu Warszawskiego, na podstawie pracy pt. Mityczny obraz świata czytelnika fantasy, której promotorem była prof. Joanna Papuzińska-Beksiak. Stopień naukowy doktora habilitowanego nauk humanistycznych w zakresie literaturoznawstwa uzyskała w 2013 roku na swojej macierzystej uczelni na podstawie rozprawy nt. Gender w literaturze dla dzieci i młodzieży. Wzorce płciowe i kobiecy repertuar topiczny.
Od lat 90. XX wieku związana jest naukowo i zawodowo z Instytutem Filologii Polskiej (obecnie Instytut Polonistyki) Akademii Pomorskiej w Słupsku, gdzie zajmuje aktualnie stanowisko profesora nadzwyczajnego w Zakładzie Językoznawstwa i Edukacji Polonistycznej.

## Dorobek naukowy
Zainteresowania naukowe Grażyny Lasoń-Kochańskiej koncentrują się wokół zagadnień związanych z literaturą dla dzieci oraz literaturą popularną ze szczególnym uwzględnieniem: psychologii odbioru baśni, literatury dla dzieci i młodzieży w perspektywie czytelniczej, topiki kobiecej i feministycznej w literaturze popularnej, fantastyce i feminizmowi oraz genderowi w literaturze dla dzieci i młdzieży. Do jej najważniejszych prac należą:
- Czytając fantasy..., Gdańsk 2002.
- Strefa mroku. Jedenastu apostołów grozy, Warszawa 2002.
- Kobiety opowiadają świat. Szkice o fantastyce, Słupsk 2008.
- Gender w literaturze dla dzieci i młodzieży. Wzorce płciowe i kobiecy repertuar topiczny, Słupsk 2012.